# Ben 10 és az idegen erők
A Ben 10: Az idegen erők, Ben 10: Az idegen erő vagy Ben 10 és az idegen erők címen is ismert (eredeti cím: Ben 10: Alien Force) amerikai televíziós rajzfilmsorozat, amelyet Dwayne McDuffie, Glen Murakami és a Man of Action stúdió (Duncan Rouleau, Joe Casey, Joe Kelly és Steven T. Seagle) alkotott és a Cartoon Network Studios rendezett. Öt évvel a Ben 10 című előzménysorozata után játszódik.
A sorozatot először 2008. április 18-án sugározták Amerikában a Cartoon Network-ön, majd 2008. szeptember 6-án a kanadai Teletoon csatornán. Magyarországon 2009-ben mutatták be.
A sorozat címe eredetileg Ben 10: Hero Generation lett volna.[forrás?] A Ben 10: Ultimate Alien sorozat az utódja.

## Cselekmény
Öt évvel az eredeti sorozat után a 15 éves Ben Tennyson visszatért a mindennapi életbe. A kalandjai véget értek, az Omnitrixt levette és Ben egy fiatal fiúból egy magabiztos tinédzserré nőtte ki magát. Azonban Max nagyapa rejtélyes eltűnése miatt kénytelen volt újra használatba venni az Omnitrixt, valamint Gwen és Kevin Levin arra kérték, hogy keresse meg nagyapát. Eközben pedig segítenie kellett a Szerelőknek Csúcsvér visszaverésében is.
Miután legyőzik Csúcsvért, Ben, Gwen és Kevin folytatja a kalandozásait és különböző idegen fenyegetésekkel száll szembe. Ezek közé tartozik Ben néhány korábbi ellensége is, köztük Vilgax, Dr. Animo, Szellem, Vulkanus, Charmcaster és Hex.

## Omnitrix
Az eredeti sorozat és a Ben 10 és az idegen erők eseményei között Bennek sikerült levennie az Omnitrixt. Amikor Ben újra felveszi, az Omnitrix átkonfigurálja magát, ezzel Ben új idegenekhez jut hozzá és már az idegenek holografikus képét jeleníti meg. Azonban Ben elvesztette a korábbi idegenjeit.
Ben maga is megőrizte minden sérülését, amit valamely idegen formájában szenvedett. Az Omnitrixt jóval stabilabban irányíthatta Ben, azonban egy idő után újra meghibásodik hasonlóan a korábbi sorozathoz. Ben most már a bármikor válthat az idegen formák között és bármikor visszatérhet emberi alakjába, azonban lemerülhet az Omnitrix energiája és amíg ez teljesen fel nem töltődött, Ben nem tud átváltozni. Az új Omnitrix a genetikai sérüléseket is helyre tudja állítani. Erről Bent a korábban nem hallható Omnitrix hangja értesíti. Egy fordítóprogrammal is fel van szerelve, amivel Ben beszélgethet a különböző idegenekkel.
Azmuth elárulja, hogy az Omnitrix a galaxisban található összes faj DNS-ét tartalmazza, ami azt jelenti, hogy Ben 1 000 903 faj alakját veheti fel. Ha létrehoznak egy másik Omnitrixt, és ez közel kerül az elsőhöz, akkor felrobbannak és ez az egész univerzum pusztulását jelentené.

## Epizódok
| Bemutató dátuma | #  | Magyar cím                      | Angol cím                         |
| --------------- | -- | ------------------------------- | --------------------------------- |
|                 |    |                                 |                                   |
| ELSŐ ÉVAD       |    |                                 |                                   |
|                 |    |                                 |                                   |
| 2009. 04. 13.   | 01 | Ben 10 visszatér                | Ben 10 Returns                    |
| 2009. 04. 13.   | 02 | Ben 10 visszatér                | Ben 10 Returns                    |
|                 |    |                                 |                                   |
| 2009. 04. 14.   | 03 | Mindenki az időjárásról beszél  | Everybody Talks About the Weather |
|                 |    |                                 |                                   |
| 2009. 04. 15.   | 04 | Kevin nagy pontszáma            | Kevin’s Big Score                 |
|                 |    |                                 |                                   |
| 2009. 04. 16.   | 05 | Minden ragyog                   | All That Glitters                 |
|                 |    |                                 |                                   |
| 2009. 04. 17.   | 06 | Max kiszabadult                 | Max Out                           |
|                 |    |                                 |                                   |
| 2009. 04. 20.   | 07 | Mólónyomás                      | Pier Pressure                     |
|                 |    |                                 |                                   |
| 2009. 04. 21.   | 08 | A kicsi lányok miből készülnek? | What Are Little Girls Made Of?    |
|                 |    |                                 |                                   |
| 2009. 04. 22.   | 09 | A páncélkesztyű                 | The Gauntlet                      |
|                 |    |                                 |                                   |
| 2009. 04. 23.   | 10 | Paradoxon                       | Paradox                           |
|                 |    |                                 |                                   |
| 2009. 04. 24.   | 11 | Lovaggá ütve                    | Be-Knighted                       |
|                 |    |                                 |                                   |
| 2009. 04. 27.   | 12 | A szerelőtanoncok               | Plumber’s Helpers                 |
|                 |    |                                 |                                   |
| 2009. 04. 28.   | 13 | X = Ben + 2                     | X = Ben + 2                       |
|                 |    |                                 |                                   |
| MÁSODIK ÉVAD    |    |                                 |                                   |
|                 |    |                                 |                                   |
| 2009. 04. 29.   | 14 | Sötétcsillag születik           | Darkstar Rising                   |
|                 |    |                                 |                                   |
| 2009. 04. 30.   | 15 | Egyedül - együtt                | Alone Together                    |
|                 |    |                                 |                                   |
| 2009. 05. 01.   | 16 | Jó másolat, rossz másolat       | Good Copy, Bad Copy               |
|                 |    |                                 |                                   |
| 2009. 05. 04.   | 17 | Az utolsó tánc a tied!          | Save the Last Dance               |
|                 |    |                                 |                                   |
| 2009. 05. 05.   | 18 | Az Álca                         | Undercover                        |
|                 |    |                                 |                                   |
| 2009. 05. 06.   | 19 | Kisállatmentés                  | Pet Project                       |
|                 |    |                                 |                                   |
| 2009. 05. 07.   | 20 | Büntetésben                     | Grounded                          |
|                 |    |                                 |                                   |
| 2009. 05. 08.   | 21 | Harc a Nulla Űrben              | Voided                            |
|                 |    |                                 |                                   |
| 2009. 05. 11.   | 22 | A látszat csal                  | Inside Man                        |
|                 |    |                                 |                                   |
| 2009. 05. 12.   | 23 | Madarat tollával                | Birds of a Feather                |
|                 |    |                                 |                                   |
| 2009. 05. 13.   | 24 | Felkutatva                      | Unearthed                         |
|                 |    |                                 |                                   |
| 2009. 05. 14.   | 25 | Világok harca                   | War of the Worlds                 |
| 2009. 05. 15.   | 26 | Világok harca                   | War of the Worlds                 |
|                 |    |                                 |                                   |
| HARMADIK ÉVAD   |    |                                 |                                   |
|                 |    |                                 |                                   |
| 2010. 05. 17.   | 27 | Vilgax bosszúja                 | The Vengeance of Vilgax           |
| 2010. 05. 18.   | 28 | Vilgax bosszúja                 | The Vengeance of Vilgax           |
|                 |    |                                 |                                   |
| 2010. 05. 19.   | 29 | Pokoli tűz                      | Inferno                           |
|                 |    |                                 |                                   |
| 2010. 05. 20.   | 30 | Bolondok aranya                 | Fool’s Gold                       |
|                 |    |                                 |                                   |
| 2010. 05. 21.   | 31 | Egyszerű                        | Simple                            |
|                 |    |                                 |                                   |
| 2010. 05. 24.   | 32 | Ne félj visszaszerezni          | Vredle, Vredle                    |
|                 |    |                                 |                                   |
| 2010. 05. 25.   | 33 | Félkézzel                       | Single Handed                     |
|                 |    |                                 |                                   |
| 2010. 05. 26.   | 34 | Ha más nem marad hátra          | If All Else Fails                 |
|                 |    |                                 |                                   |
| 2010. 05. 27.   | 35 | Bűbájosztó stílusában           | In Charms Way                     |
|                 |    |                                 |                                   |
| 2010. 05. 28.   | 36 | Szellemváros                    | Ghost Town                        |
|                 |    |                                 |                                   |
| 2010. 10. 03.   | 37 | Az átváltozás                   | Trade Off                         |
|                 |    |                                 |                                   |
| 2010. 10. 03.   | 38 | Játékdoboz                      | Busy Box                          |
|                 |    |                                 |                                   |
| 2010. 10. 04.   | 39 | Frász irányít                   | Con of Rath                       |
|                 |    |                                 |                                   |
| 2010. 10. 05.   | 40 | Az ősatya                       | Primus                            |
|                 |    |                                 |                                   |
| 2010. 10. 06.   | 41 | Az idő megoldja                 | Time Heals                        |
|                 |    |                                 |                                   |
| 2010. 10. 07.   | 42 | Kromakő titka                   | The Secret of Chromastone         |
|                 |    |                                 |                                   |
| 2010. 10. 08.   | 43 | Fent és Lent                    | Above and Beyond                  |
|                 |    |                                 |                                   |
| 2010. 10. 09.   | 44 | Vérbosszú                       | Vendetta                          |
|                 |    |                                 |                                   |
| 2010. 10. 10.   | 45 | Végső harc                      | The Final Battle                  |
| 2010. 10. 10.   | 46 | Végső harc                      | The Final Battle                  |
|                 |    |                                 |                                   |
| FILM            |    |                                 |                                   |
|                 |    |                                 |                                   |
| 2009. 12. 09.   | F1 | Ben 10: Alien Swarm             | Ben 10: Alien Swarm               |
|                 |    |                                 |                                   |

## Szinkronhangok

### Főszereplők
| Szereplő      | Eredeti hang   | Magyar hang     |
| ------------- | -------------- | --------------- |
| Ben Tennyson  | Yuri Lowenthal | Markovics Tamás |
| Gwen Tennyson | Ashley Johnson | Dögei Éva       |
| Kevin Levin   | Greg Cipes     | Kováts Dániel   |

### Mellékszereplők
| Szereplő                                                               | Eredeti hang | Magyar hang |
| ---------------------------------------------------------------------- | --- | --- |
| Max Tennyson                                                           | Paul Eiding | Szersén Gyula |
| Julie Yamomoto                                                         | Vyvan Pham | Pupos Tímea (1x01. rész) Bogdányi Titanilla (1x07. és 2x12-13. rész) Kiss Virág (2x03-06. és 3x06-07. rész) |
| Paradox professzor                                                     | David McCallum | Megyeri János (1. évad) Dézsy Szabó Gábor (2. évad) Jakab Csaba (3. évad) |
| Azmuth                                                                 | Jeff Bennett | Szokol Péter |
| Omnitrix                                                               | Yuri Lowenthal | Markovics Tamás (1x06. és 2x12-13. rész) Csík Csaba (2x09. rész) |
| Argit                                                                  | Alexander Polinsky | Szokol Péter (1. évad) Láng Balázs (3. évad) |
| Carl Tennyson                                                          | Don McManus | Kapácsy Miklós |
| Sandra Tennyson                                                        | Vyvan Pham (1. évad) Beth Littleford (2. évad) | Fésűs Bea (1. évad) Mics Ildikó (2. évad) |
| Frank Tennyson                                                         | George Newbern | Koncz István |
| Natalie Tennyson                                                       | Juliet Landau | Orosz Helga |
| Kenneth Tennyson                                                       | Will Friedle | Nagy Viktor |
| Verdona                                                                | Barbara Bain (Ember) Juliet Landau (Anodite) | Kassai Ilona (Ember) Kiss Virág (Anodite) |
| Cash Murray                                                            | Matt Levin | Czető Roland |
| J.T.                                                                   | Yuri Lowenthal (1x01. rész) Scott Menville (1x09. rész) | Pál Tamás (1x01. rész) Szalay Csongor (1x09. rész) |
| Tetrax Shard                                                           | Dave Fennoy | Orosz István |
| Alan Albright                                                          | Zeno Robinson | Pálmai Szabolcs (1-2. évad) Bódy Gergely (3x17. rész) |
| Manny Armstrong                                                        | Khary Payton | Kárpáti Levente |
| Helen Wheels                                                           | Juliet Landau | Kiss Virág |
| Fullánk / Tüske (Pierce Wheels)                                        | Adam Wylie | Nagy Viktor (1. évad) Pálmai Szabolcs (2-3. évad) |
| Cooper                                                                 | Corey Padnos | Szalay Csongor |
| III. Reinrassig                                                        | Richard McGonagle | Barabás Kiss Zoltán (2x02. rész) Honti Molnár Gábor (2x13. rész) Bolla Róbert (3x08. rész) |
| Tyler                                                                  | Wallace Langham | Nagy Viktor |
| Magiszter Labrid                                                       | Jeff Bennett | Vass Gábor |
| Mason seriff                                                           | Kevin Michael Richardson | Koroknay Géza |
| Wells rendőrtiszt                                                      | Dee Bradley Baker | Vári Attila |
| Lucy                                                                   | Kim Mai Guest | Pupos Tímea |
| Trina                                                                  | Kamali Minter | Molnár Ilona |
| Baz-El                                                                 | Rob Paulsen | Haagen Imre (1. évad) Élő Balázs (3. évad) |
| Hugo                                                                   | Dee Bradley Baker | Beratin Gábor |
| Groff tábornok                                                         | Richard McGonagle | Kajtár Róbert |
| Squire                                                                 | Greg Ellis | Joó Gábor |
| Sárkány                                                                | Clancy Brown | Bolla Róbert |
| X-lény lelke – Serena                                                  | Vicki Levis | Nyírő Eszter |
| X-lény lelke – Bellicus                                                | Kevin Conroy | Orosz István |
| Magiszter Prior Gilhil                                                 | J. K. Simmons | Turi Bálint |
| Lu                                                                     | Diedrich Bader | Haagen Imre |
| Seriff Los Soledadban                                                  | Richard McGonagle | Hegedüs Miklós |
| Teherautósofőr Los Soledadban                                          | Kevin Michael Richardson | György-Rózsa Sándor |
| Adatfelvevő tiszt az autópálya-rendőrségen                             | Richard McGonagle | Kajtár Róbert |
| Myaxx                                                                  | Vyvan Pham | |
| Ultimos                                                                | Jeff Bennett | Jánosi Ferenc |
| Tini                                                                   | Juliet Landau | |
| Lukik                                                                  | Paul Eiding | Bartók László |
| Penészvirág (Mouldywarp)                                               | Paul Eiding | Bolla Róbert |
| Doug                                                                   | John DiMaggio | Jánosi Ferenc |
| Orb                                                                    | Yuri Lowenthal | Tóth Szilvia |
| Decka                                                                  | Dee Bradley Baker | Joó Gábor |
| Igazvágy (Probity)                                                     | Vyvan Pham | Laudon Andrea |
| Domstol bíró                                                           | John DiMaggio | Szinovál Gyula |
| Bailiff                                                                | Dee Bradley Baker | Papucsek Vilmos |
| Zaw-Veenull                                                            | Dee Bradley Baker | Beratin Gábor |
| Cicely                                                                 | Ashley Johnson | Fésűs Bea |
| Sugilite                                                               | Dee Bradley Baker | Markovics Tamás |
| Csúcsvérek (Highbreeds)                                                | Richard McGonagle (1x01-02. 1x06. 2x05. 2x09. rész) Kevin Michael Richardson (1x02. és 2x07. rész) Paul Eiding (2x01. rész) Dee Bradley Baker (2x10. rész) Robert David Hall (2x13. rész) | Albert Gábor (1x02. rész) Bolla Róbert (1x02. és 1x06. rész) Barabás Kiss Zoltán (2x01-07. és 2x13. rész) Nagy Viktor (2x05. rész, emberként) Hegedüs Miklós (2x09-10. rész) Pál Tamás (2x13. rész)                                                                                             |
| Csúcsvér hadnagy (Highbreed Commander)                                 | Kevin Michael Richardson | Barabás Kiss Zoltán |
| Csúcsvér fővezér (Highbreed Supreme)                                   | Richard McGonagle | Élő Balázs |
| Bunker Csúcsvér                                                        | Paul Eiding | Barabás Kiss Zoltán |
| DNAlienek (DNAlien)                                                    | Paul Eiding (1x01-02. 1x06. és 2x09. rész) Dee Bradley Baker (1x02. 1x10. és 2x01-13. rész) Jeff Bennett (1x02. és 2x11. rész) Richard McGonagle (1x03. 1x06. és 2x09. rész) Diane Delano (1x06. rész) Will Friedle (1x06. rész) Kevin Michael Richardson (2x05-07. és 2x12-13. rész) Wallace Langham (2x09. rész) Greg Cipes (2x09. rész) Yuri Lowenthal (2x11. rész) | Fellegi Lénárd (1x02. rész) Fehér Péter (1x02. és 1x06. rész) Bókai Mária (1x06. rész) Beratin Gábor (1x06. rész) Imre István (1x06. rész) György-Rózsa Sándor (2x05. rész) Végh Ferenc (2x09. rész) Szűcs Péter Pál (2x09. rész) Katona Zoltán (2x11. rész) Honti Molnár Gábor (2x11-12. rész) |
| Vilgax                                                                 | James Remar | Hankó Viktor |
| Psyphon                                                                | Dee Bradley Baker | Fekete Zoltán |
| Albedo                                                                 | Yuri Lowenthal | Markovics Tamás (2. évad) Előd Botond (3. évad) |
| Vulkanus                                                               | John DiMaggio | Szinovál Gyula (1x04. rész) Bácskai János (3x03. rész) Faragó András (3x13. rész) |
| Michael Hajnalcsillag / Sötét Csillag (Michael Morningstar / Darkstar) | Wil Wheaton | Stukovszky Tamás (1x09. 2x12. és 3x11. rész) Szinovál Gyula (2x01. rész) Nagy Viktor (2x13. rész) |
| Hex                                                                    | Khary Payton | Pál Tamás |
| Bűbájosztó (Charmcaster)                                               | Kari Wahlgren | Molnár Ilona |
| Szellem / Zs'Skayr                                                     | Jeff Bennett | Melis Gábor |
| Octagon Vreedle                                                        | John DiMaggio | Varga Tamás |
| Rhomboid Vreedle                                                       | Rob Paulsen | Bartucz Attila |
| Patrick                                                                | Michael York | Rudas István |
| Connor                                                                 | Hakeem Kae-Kazim | Papucsek Vilmos |
| Joseph Chadwick                                                        | Tim Curry | Bácskai János |
| Sir Morton                                                             | Kevin Michael Richardson | Imre István |
| Milleous                                                               | Kevin Michael Richardson | Szokol Péter |
| Attea                                                                  | Tara Strong | Csuja Fanni |
| Sangfroid                                                              | Dee Bradley Baker | Imre István |
| Raff                                                                   | James Arnold Taylor | Honti Molnár Gábor |
| HétHét (SevenSeven)                                                    | Dee Bradley Baker | |
| Dr. Animo / D-Űr                                                       | Dwight Schultz | Rosta Sándor |
| Simian                                                                 | Diedrich Bader | Megyeri János |
| Jarett                                                                 | Alexander Polinsky | Végh Ferenc |
| Baltazar, a gyűjtögető (Sunder the Retriever)                          | Powers Boothe | Bolla Róbert |
| Kobra (Ssserpent)                                                      | Dee Bradley Baker | Csík Csaba |
| Rák (Kraab)                                                            | Jeff Bennett | Renácz Zoltán |
| Ragnarok                                                               | John DiMaggio | Megyeri János |
| Szenes polgármester (Mayor Coleman)                                    | Brian George | Forgács Gábor |
| Kék parancsnok                                                         | Jeff Bennett | Pethes Csaba |
| Vörös parancsnok                                                       | Jeff Bennett | Végh Ferenc |

## Videójátékok
A Monkey Bar Games és a D3 Publisher készítette el a sorozat videójátékát. Ezt PlayStation 2-re, Nintendo DS-re, Wii-re és PSP-re adták ki. A játékban Ben, Gwen és Kevin irányítható. A játék összes változatában Ben átalakulhat Láplövővé (Swampfire) és Óriásszaurusszá (Humongousaur), a DS verzióban Kromakővé (Chromastone), Visszhangá (Echo Echo) és Hólyaggá (Goop), míg az asztali konzolos verziókban Nagyfaggá (Big Chill), Pókmajommá (Spidermonkey) és and Sugárrájává (Jetray).
A második videójátékot, a Ben 10 Alien Force: Vilgax Attacks-et 2009. október 27-én adták ki.
A Cartoon Network Universe: FusionFall videójátékban szerepel Ben, Gwen, Max, Kevin, Vilgax és az eredeti Ben 10-sorozatból Hex és Tetrax.

## Képregények
A sorozat szerepelt a kéthavonta megjelenő Cartoon Network Action Pack! 27., 28., 31., 33., 35., 37., 38., 41., 42., 43., 44. és 45. számában.